# Uprowadzona
Uprowadzona (ang. Taken) – thriller akcji produkcji francuskiej z 2008 roku. Odniósł sukces komercyjny zarabiając w kinach ponad 226 milionów dolarów, przy budżecie wynoszącym 25 milionów. Jego kontynuację stanowią filmy Uprowadzona 2 (Taken 2) z 2012 oraz Uprowadzona 3 (Taken 3) z 2014.
Film otrzymał mieszane recenzje; serwis Rotten Tomatoes w oparciu o opinie ze 167 recenzji przyznał mu wynik 58%.

## Fabuła
Bohaterem filmu jest emerytowany agent United States Secret Service – Bryan Mills, którego największą dumą jest 17-letnia córka Kim. Po dłuższym zastanowieniu Bryan zgadza się, aby jego córka pojechała do Paryża razem ze swoją przyjaciółką, Amandą. Tam zostaje porwana przez gang Albańczyków, zajmujący się handlem żywym towarem. Kim udaje się skontaktować z ojcem i przekazać mu informację o porwaniu. Telefonicznie Bryan obiecuje jednemu z porywaczy, że zginie, jeśli nie uwolni jego córki. Aby uratować córkę, leci do Paryża.

## Obsada
- Liam Neeson jako Bryan
- Maggie Grace jako Kim
- Famke Janssen jako Lenore
- Xander Berkeley jako Stuart
- Katie Cassidy jako Amanda
- Olivier Rabourdin jako Jean Claude
- Leland Orser jako Sam
- Jon Gries jako Casey
- Holly Valance jako Sheerah
- Nathan Rippy jako Victor
- Camille Japy jako Isabelle
- Nicolas Giraud jako Peter
- Gérard Watkins jako Saint Clair
- Goran Kostic jako Gregor
- Radivoje Bukvic jako Anton
- Arben Bajraktaraj jako Marko